# ماتیاس آلوستیزا
ماتیاس آلوستیزا (انگلیسی: Matías Alustiza؛ زادهٔ ۳۱ مهٔ ۱۹۸۴) بازیکن فوتبال اهل آرژانتین است.
از باشگاه‌هایی که در آن بازی کرده‌است می‌توان به باشگاه فوتبال رئال مادرید، باشگاه فوتبال آلباسته بالومپیه، باشگاه فوتبال خرز، باشگاه فوتبال آرسنال ساراندی، و باشگاه فوتبال پاچوکا اشاره کرد.